# Gare de Miyakonojō
La gare de Miyakonojō (都城駅, Miyakonojō-eki) est une gare ferroviaire de la ville de Miyakonojō, dans la préfecture de Miyazaki au Japon. Elle est exploitée par la compagnie JR Kyushu.

## Situation ferroviaire
La gare de Miyakonojō est située au point kilométrique (PK) 389,9 de la ligne principale Nippō. Elle marque la fin de la ligne Kitto.

## Histoire
La Société gouvernementale des chemins de fer japonais ouvre la gare de Miyakonojō le 8 octobre 1913 comme terminus oriental de la ligne Miyazaki.
Le 11 février 1914, Miyakonojō devient une gare de passage lorsque la ligne est prolongée vers le nord-est jusqu'à Mimata. Le 21 septembre 1917, la ligne atteint la ville de Miyazaki et fut rebaptisée ligne principale Miyazaki. En 1923, elle fut prolongée au nord pour rejoindre la ligne de chemin de fer Nippō à Shigeoka. Le tronçon entier à travers Miyazaki, Miyakonojō à Yoshimatsu a ensuite été incorporé à la ligne principale Nippō le 15 décembre 1923.
À cette époque, l'extension du chemin de fer au sud et à l'ouest en direction de Kagoshima à partir de Miyakonojō avait également commencé. Le 14 janvier 1923, la Société gouvernementale des chemins de fer japonais ouvre la ligne Shibushi de Miyakonojō via Nishi-Miyakonojō jusqu'à Sueyoshi (maintenant fermée). En 1932, diverses lignes s'étendant jusqu'à Kagoshima avaient été reliées et les lignes desservant Miyakonojō ont été renommées. Le tronçon à Yoshimatsua est nommé ligne Kitto avec Miyakonojō comme terminus oriental. Les autres lignes sont incorporés à la ligne principale Nippō.
Avec la privatisation des chemins de fer nationaux japonais, la gare passe sous le contrôle de la JR Kyushu le 1er avril 1987.

## Service des voyageurs

### Accueil
La gare dispose d'un bâtiment voyageurs ouvert tous les jours, avec des guichets et des automates pour l'achat de titres de transport de 5h30 à 23h00.

### Desserte
- Ligne principale Nippō :
  - voies 1 à 3 : direction Hayato, Kagoshima-Chūō et Miyazaki

- Ligne Kitto :
  - voies 4 et 5 : direction Kobayashi et Yoshimatsu

### Ekiben
Cette gare propose des plateaux-repas japonais, bento, depuis 1955 dans le magasin Setoyama Bento.
Le Kashiwameshi Bento est souvent présenté comme le bento le plus populaire de la gare.

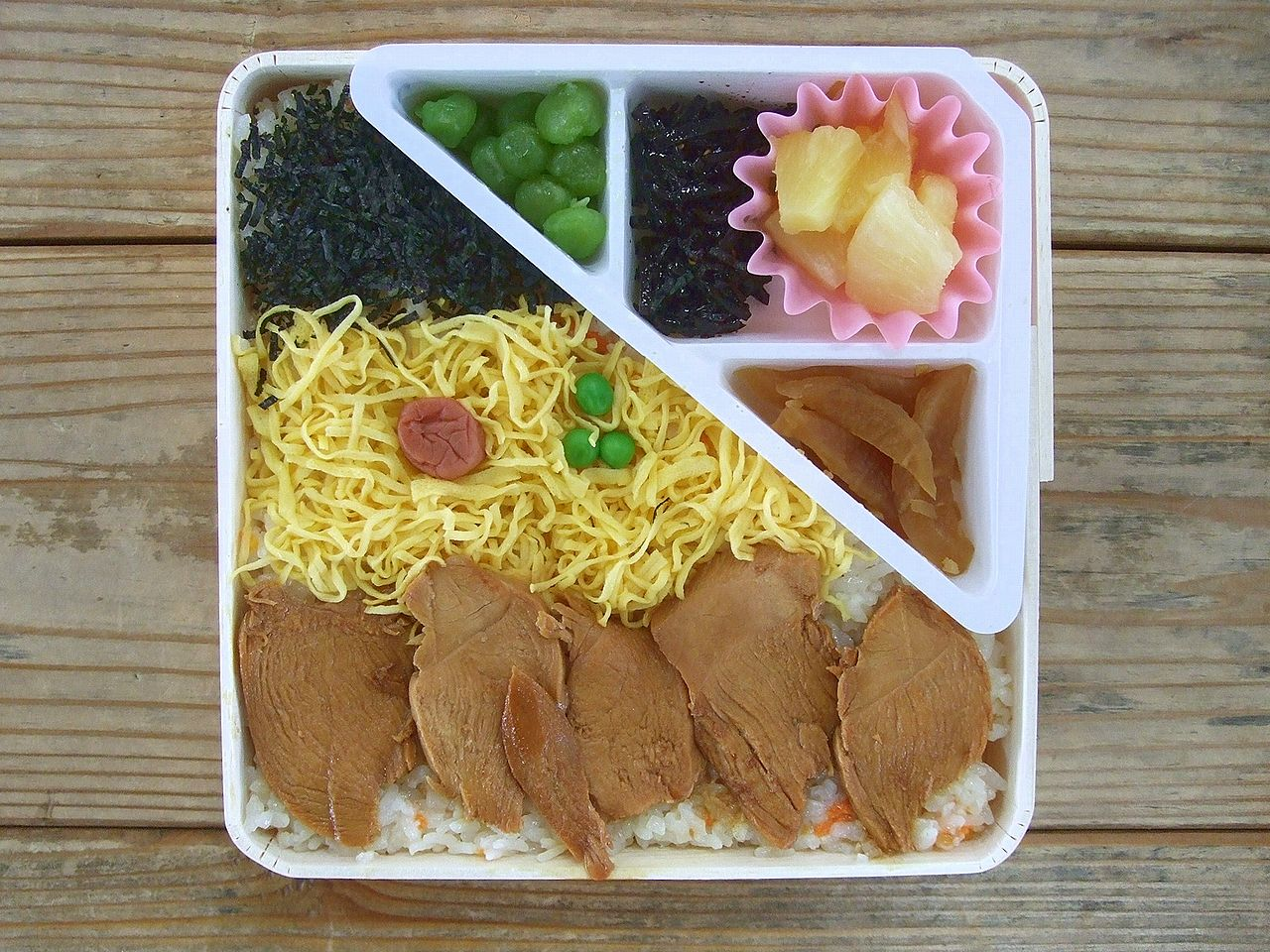
Kashiwameshi Bento